# Vimmerby (Gemeinde)
Koordinaten: 57° 40′ N, 15° 51′ O

Vimmerby ist eine Gemeinde (schwedisch kommun) in der schwedischen Provinz Kalmar län und der historischen Provinz Småland. Der Hauptort der Gemeinde ist Vimmerby.

## Orte
Folgende Orte sind Ortschaften (tätorter):
- Frödinge
- Gullringen
- Rumskulla
- Storebro
- Södra Vi
- Tuna
- Vimmerby